# Rodinov
Rodinov (německy Radinow) je obec v okrese Pelhřimov v Kraji Vysočina. Žije zde 229 obyvatel.

## Historie
První písemná zmínka o obci pochází z roku 1549.

## Obyvatelstvo
| Rok            | 1869 | 1880 | 1890 | 1900 | 1910 | 1921 | 1930 | 1950 | 1961 | 1970 | 1980 | 1991 | 2001 | 2011 | 2021 |
| -------------- | ---- | ---- | ---- | ---- | ---- | ---- | ---- | ---- | ---- | ---- | ---- | ---- | ---- | ---- | ---- |
| Počet obyvatel | 375  | 378  | 338  | 349  | 331  | 338  | 299  | 213  | 195  | 184  | 200  | 201  | 204  | 215  | 212  |
| Počet domů     | 48   | 51   | 51   | 50   | 50   | 51   | 52   | 53   | 49   | 47   | 46   | 52   | 62   | 66   | 70   |

## Obecní správa a politika
V letech 1869–1973 Rodinov byl obcí v okrese Pelhřimov (1869–1890), poté v okrese Kamenice nad Lipou (1900–1950) a později v okrese Pelhřimov. Od 1. ledna 1974 do 23. listopadu 1990 patřil jako čast města ke Kamenici nad Lipou a od 24. listopadu 1990 je opět samostatnou obcí.

### Politika
V letech 2006–2010 působil jako starosta Václav Kasal, od roku 2010 tuto funkci zastává Bohuslav Jůn.

## Školství
- Mateřská škola Rodinov

## Galerie

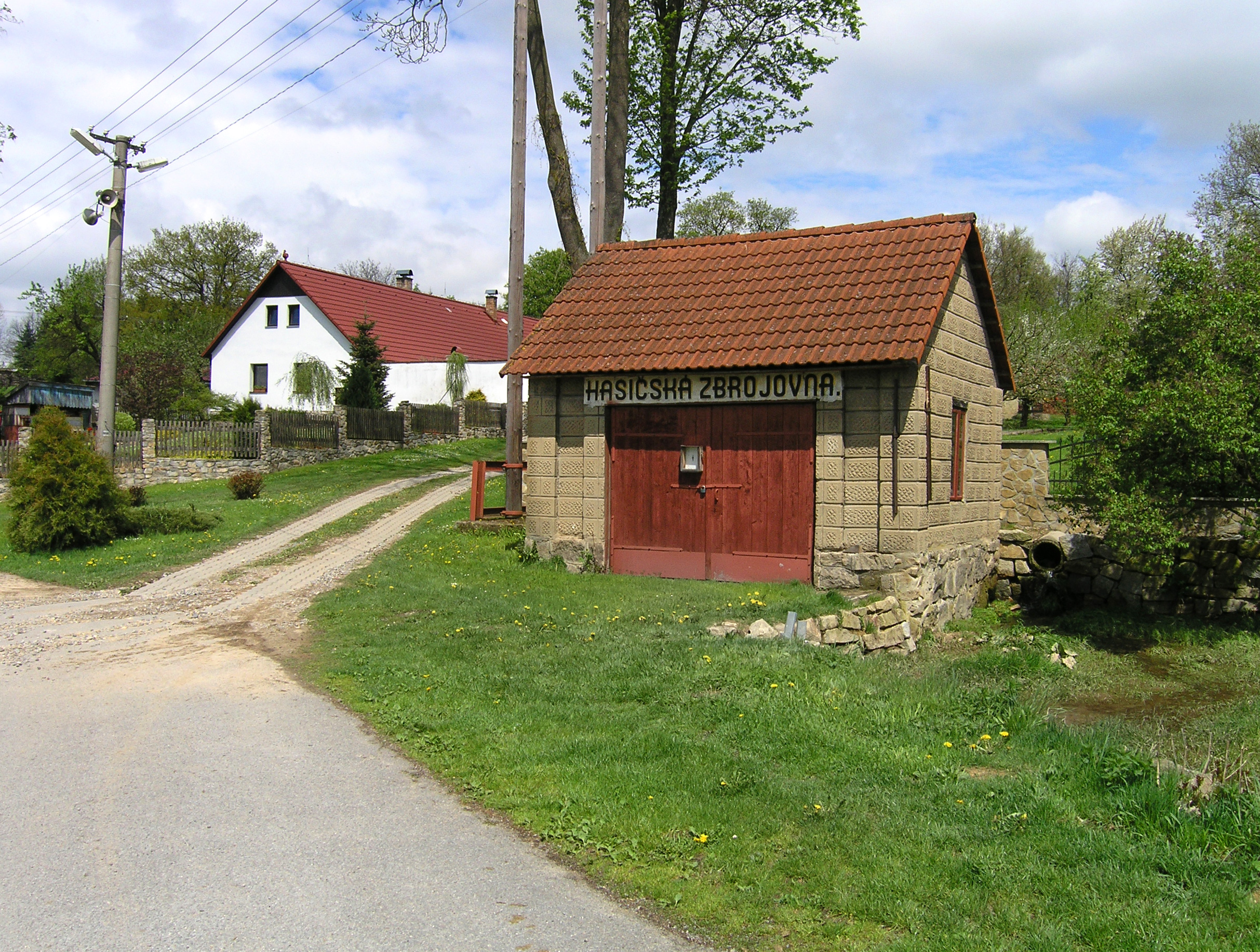
Zátiší s hasičskou zbrojnicí
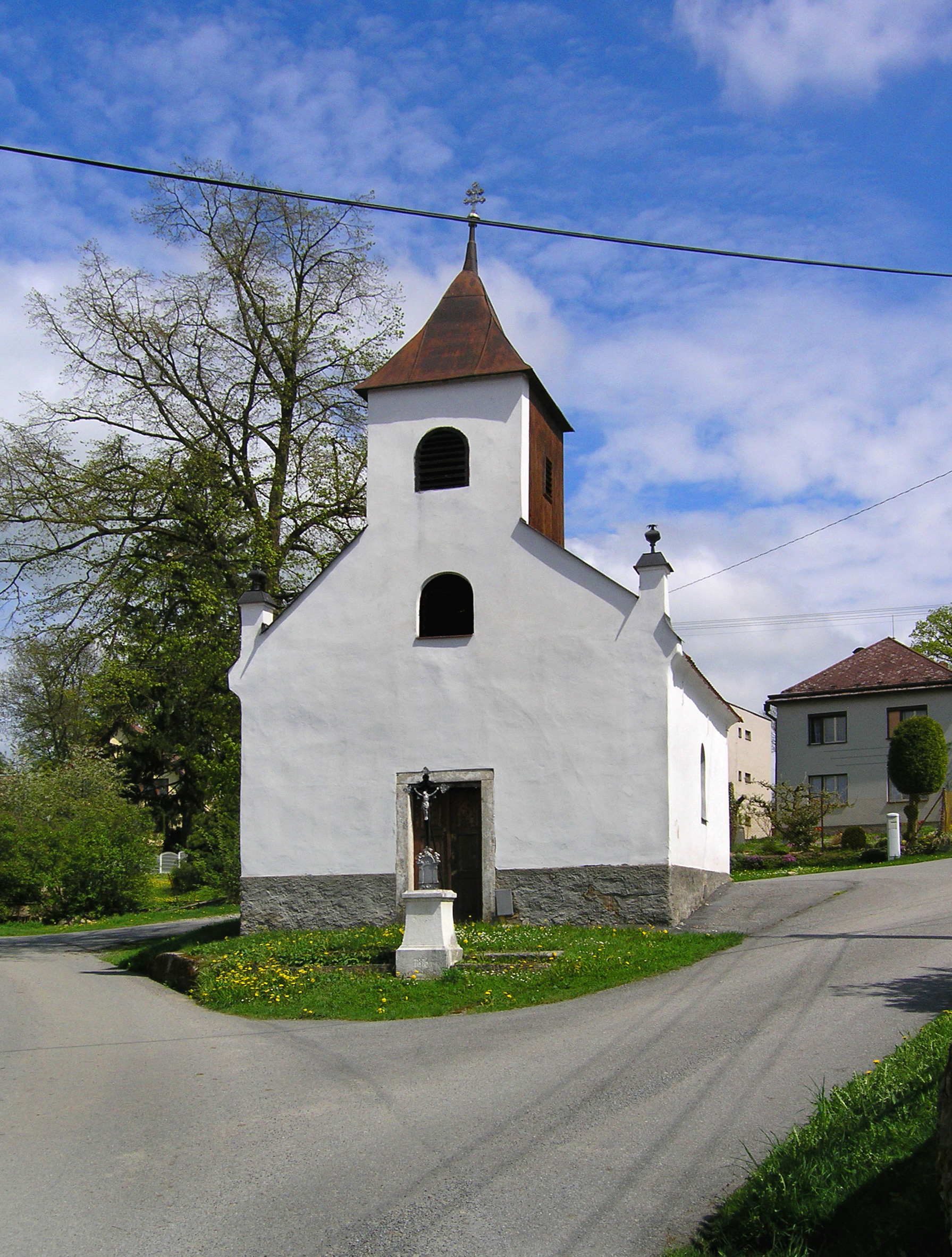
Kaple na návsi